# Stanisław Kostka Mroczkiewicz

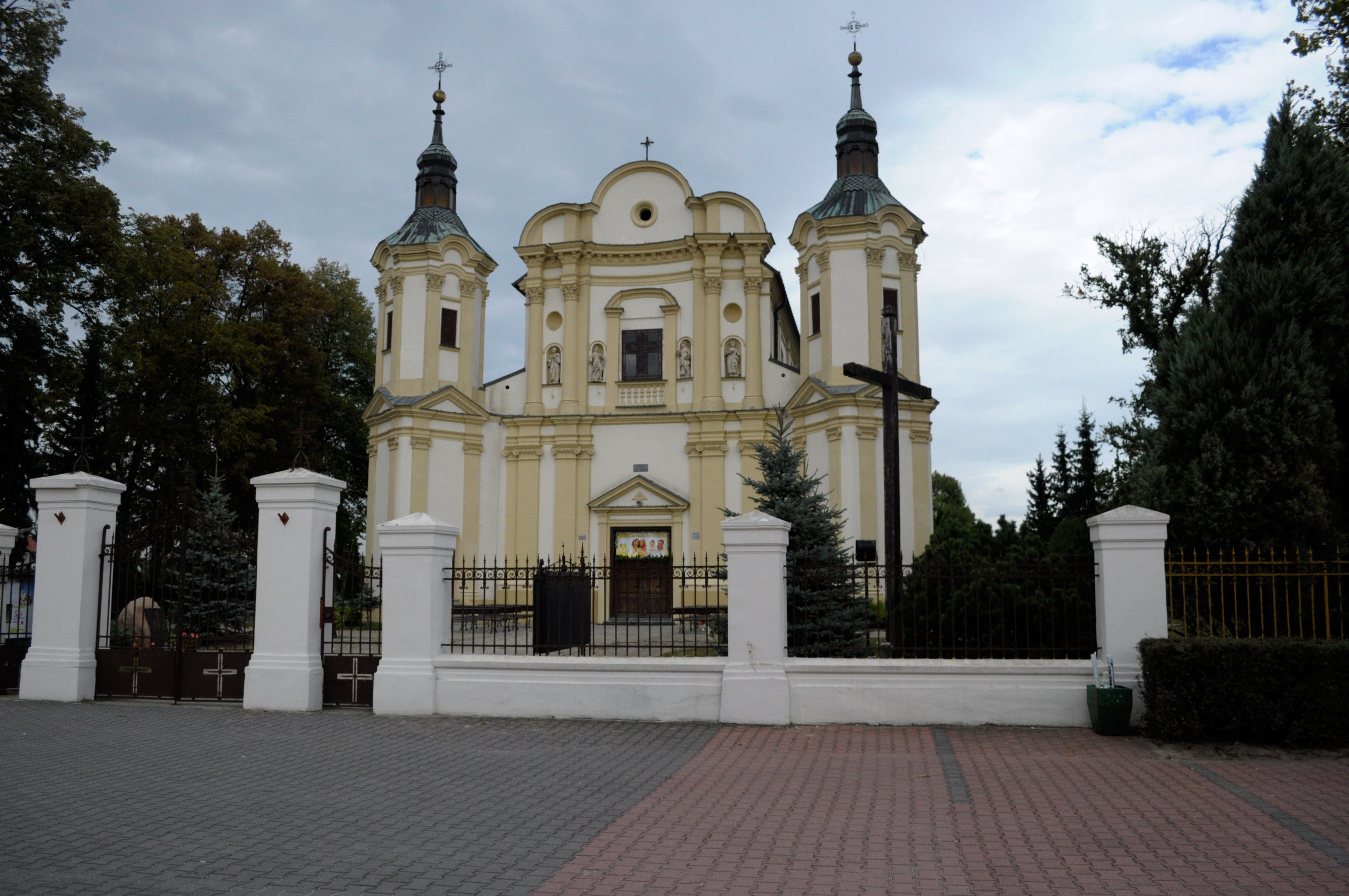
Kościół parafialny w Jasieńcu - miejsce pochówku Stanisława Kostki Mroczkiewicza

Stanisław Kostka Bekiesz-Mroczkiewicz (Mroczkowicz, Mroczkiewicz de Korniath) herbu Bekesz (ur. ok. 1740, zm. przed 1808) – urzędnik Komisji Skarbowej Koronnego, ziemianin mazowiecki.
Miał się wywodzić ze zbiedniałej rodziny szlacheckiej, osiadłej w Wielkim Księstwie Litewskim (ze wsi Mroczki na Podlasiu).
W 1768 jako aplikant w Komisji Skarbowej Koronnej został nobilitowany przez króla Stanisława Augusta wraz z herbem Bekiesz (Bekesz) (ze względu na pochodzenie od Kaspra Bekiesza po kądzieli) – mimo że wywodził się ze szlachty, chciał w ten sposób udostojnić swoje szlachectwo. W 1775 r. akt został zatwierdzony przez sejm.
Od lat 70. XVIII w. zajmował stanowisko regenta papieru stemplowego (opłat skarbowych) w Komisji Skarbowej Koronnej.
W 1792 zgłosił akces do Konfederacji Targowickiej, oblatowany w aktach grodzkich w Wyszogrodzie.
W l. 1793–1794 pełnił funkcję kasjera generalnego masy upadłościowej pozostałej po bankructwie domów bankowych Teppera i Szulca, będąc zarazem zarządcą należących do nich dóbr ziemskich. W 1794 r. wybrano go kasjerem generalnym wydzielonej masy Szulca.
Odznaczając się znacznymi uzdolnieniami w zakresie ekonomii, zdołał dorobić się znacznego majątku. Posiadał dobra ziemskie w ziemi wyszogrodzkiej oraz czerskiej (dobra Słomczyn i Ogrodzienice odkupione od Łubieńskich).
Ok. 1780 r. poślubił skarbniczankę ciechanowską Benignę z Kossobudzkich, wchodząc tym samym w koligacje z wpływowymi mazowieckimi rodzinami Mikorskich i Nakwaskich. Miał z nią pięcioro dzieci:
- Feliksa, ziemianina, urzędnika Komisji Wojewódzkiej Płockiej
- Józefa Kalasantego, ziemianina i oficera wojsk Księstwa Warszawskiego
- Antoniego, ziemianina, landrata powiatu czerskiego, urzędnika skarbowego w Komisji Wojewódzkiej Płockiej
- Zofię, żona 1° Joachima Nowowiejskiego (syna Tomasza), 2° Antoniego Rzempołuskiego
- Teklę, żona Jana Augustyna Rembielińskiego, ziemianina i szambelana królewskiego

Stanisław Kostka Bekiesz-Mroczkiewicz został pochowany w krypcie kościoła parafialnego w Jasieńcu koło Mszczonowa.